# Constel·lació del Triangle
El Triangle (Triangulum) és una petita constel·lació amb tres estrelles de la tercera i quarta magnitud que formen un triangle allargat. És una de les 88 constel·lacions modernes, definides per la Unió Astronòmica Internacional, i també una de les 48 ptolemaiques.
Està situada a l'hemisferi nord, entre Aries i Andròmeda, compta amb 25 estels visibles a ull nu, els més brillants són Alfa del Triangle i Beta del Triangle, ambdós binaris. Aquesta constel·lació és coneguda per contenir la galàxia del Triangle, és la tercera més gran del nostre Grup Local, després de la d'Andròmeda i la Via Làctia.

## Característiques destacables

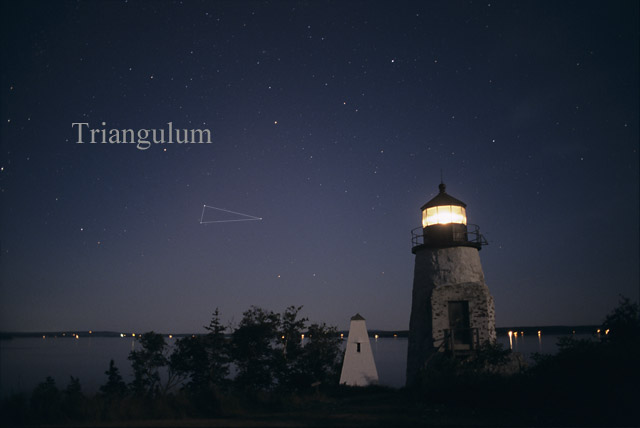
Constel·lació de Triangulum

Només dues estrelles de Triangulum tenen magnitud aparent inferior a 4. La més brillant, β Trianguli, és una subgegant blanca de tipus espectral A5IV amb una temperatura superficial de 8.020 K. Té una companya estel·lar, probablement semblant al Sol, el període orbital del qual és de 31,4 dies.
La segona estrella més brillant és α Trianguli, que rep el nom de Mothallah, una binària espectroscòpica la component principal de la qual és també una subgegant, encara que de tipus F6IV. L'estrella secundària és molt tènue i no se'n sap res, llevat que ha d'estar extraordinàriament a prop —potser al voltant de 0,04 UA—, doncs el període orbital és de només 1,74 dies. Totes dues es troben a 63,3 anys llum del sistema solar.
La tercera estrella que forma el triangle que dóna nom a la constel·lació és γ Trianguli, una estrella blanca de la seqüència principal de tipus A1V.
A només 35 anys llum de la Terra, δ Trianguli és també una binària espectroscòpica amb un període de 10,02 dies. L'estrella principal és un anàleg solar de tipus espectral G0.5V i 5.900 K de temperatura. Brilla amb una lluminositat entre 0,8 i 1,1 vegades la que té el Sol i el seu radi està comprès entre 0,86 i 0,98 radis solars. La massa és igual o lleugerament superior a la del Sol.
Entre les variables de la constel·lació, X Trianguli és una binària eclipsant en l'eclipsi principal de la qual la seva brillantor disminueix 2,72 magnituds, sent el període orbital del sistema lleugerament inferior a un dia.
Es coneixen diverses estrelles a Triangulum amb planetes extrasolars. HD 9446 és una nana groga de tipus G5V amb dos planetes les masses de les quals són, almenys, 0,7 i 1,7 vegades més grans que la de Júpiter.
HD 13189 és una gegant taronja amb un planeta gegant o una nana marró, entre 8 i 20 vegades més massiu que Júpiter, que empra 472 dies a completar una òrbita.
Mancant estrelles brillants, l'objecte de major interès en aquesta constel·lació és la galàxia del Triangle (M33), galàxia espiral que forma part del Grup Local. És el tercer membre més important del grup després de la Via Làctia i la Galàxia d'Andròmeda.
Les dades astromètriques de Gaia semblen descartar la possibilitat que M33 i la galàxia d'Andròmeda estiguin en òrbita. Si això és correcte, M33 s'encamina cap a la primera trobada amb la Galàxia d'Andromèda.
Dins de M33, NGC 604 és una regió HII de formació estel·lar de grans dimensions.

## Estrels notables

### Metallah (α Trianguli)
Metallah (α Trianguli) no és pas l'estrella més brillant de la constel·lació, però la seva posició a la cima del triangle (el seu nom significa precisament això en àrab) va fer que Johann Bayer li atorgués la designació α.
De magnitud aparent 3,41, Metallah és una sub-gegant blanca-groga distant 64 anys llum, 13 vegades més lluminosa que el Sol i 1,5 vegades més massiva que aquest.
Metallah és una estrella doble: el seu company, indiscernible amb el telescopi, gira al seu voltant en sols 1,74 dies i no dista més que devers 0,04 ua.

### β Trianguli
β Trianguli, amb una magnitud aparent de 3,00, és l'estrella més brillant de la constel·lació de Triangulum. És una sub-gegant, 4 vegades més gran que el Sol, 70 vegades més brillant, envoltada per un disc de pols.
És també una estrella doble, amb una companya (similar al Sol) que orbita a 0,3 ua per terme mitjà en 31,8 dies.

### γ Trianguli
γ Trianguli, la tercera estrella de la constel·lació (magnitud 4,03), tanca el triangle. És una estrella blanca, devers 2 vegades més gran que el Sol, que volta molt ràpidament, en 12 hores, almenys a 200 km/s a l'equador.
γ Trianguli, δ Trianguli (magnitud 4,84) i 7 Trianguli (magnitud 5,25) aparentment molt pròximes sobre l'esfera celeste. En realitat, δ Trianguli està situat a 35 anys llum del nostre sistema (per tant molt a prop), γ Trianguli a 118 i 7 Trianguli a 293. No tenen per tant res a veure l'una amb l'altra.

### Altres estrelles
δ Trianguli és una estrella doble, els seus dos components són molt semblants al Sol. Estan separades per sols 0,1 ua.
ι Trianguli és també una estrella doble, formada per una estrella groga i una altra de blava. Cadascuna d'aquestes estrelles és també doble.
R Trianguli és una estrella variable del tipus Mira (o Ceti) i que oscila entre les magnituds 5,30 i 12,6 amb un període de 266,9 dies.

### Taula de les estrelles de Triangulum
| Estrella         | Magnitud aparent | Magnitud absoluta | Distància (anys llum) | Tipus espectral |
| ---------------- | ---------------- | ----------------- | --------------------- | --------------- |
| β Tri            | 3,00             | 0,09              | 124                   | A5III           |
| Metallah (α Tri) | 3,42             | 1,95              | 64                    | F6IV            |
| γ Tri            | 4,03             | 1,24              | 118                   | A1Vnn           |
| δ Tri            | 4,84             | 4,66              | 35                    | G0V             |
| 6 Tri            | 4,94             | 0,08              | 305                   | F4V comp SB     |
| 14 Tri           | 5,15             | -0,25             | 392                   | K5III           |
| 7 Tri            | 5,25             | 0,48              | 293                   | A0V             |
| 10 Tri           | 5,29             | 0,13              | 350                   | A2V             |
| 12 Tri           | 5,29             | 1,90              | 155                   | F0III           |
| R Tri            | 5,30*            | -2,70             | 1300                  | M4IIIe-M8e      |
| 15 Tri           | 5,38             | 1,40              | 204                   | M3III           |
| ε Tri            | 5,50             | 0,22              | 370                   | A2V             |

*màxim
Nota: Els valors numèrics provenen de les dades mesurades pel satèl·lit Hipparcos

## Objectes celestes
La constel·lació de Triangulum conté la galàxia espiral M33, anomenada molt justament Galàxia del Triangle. Es tracta de la tercera galàxia més gran del nostre Grup Local (les dues altres són la Via Làctia i la Galàxia d'Andròmeda.
Aquesta constel·lació conté també la nebulosa NGC 604 (situada dins M33), la més gran regió d'hidrogen ionitzat que es coneix, d'un diàmetre de 1.500 anys llum, el cúmul obert C 0147+270, la galàxia espiral NGC 925 i també NGC 672 i IC 1727, dues galàxies distants aproximadament 18 milions d'anys llum, però separades per tan sols 88.000 anys llum. El quasar 3C 48, al nord de la constel·lació, fou un dels primers a ser descobert.

## Història i mitologia
Als catàlegs d'estrelles babilonis, Triangulum, juntament amb Gamma Andromedae, formava la constel·lació coneguda com MULAPIN (𒀯𒀳) "L'Arada". És notable com la primera constel·lació presentada a (i que dóna nom a) un parell de tauletes que contenen llistes d'estrelles canòniques que van ser compilades al voltant de l'any 1000 aC, les MUL.APIN. L'Arada va ser la primera constel·lació de la "Via d'Enlil", és a dir, el quart més septentrional de la trajectòria del Sol, que correspon als 45 dies a cada costat del solstici d'estiu. La seva primera aparició al cel abans de l'alba (Ortus helíac) al febrer marcava el moment de començar l'arada de primavera a Mesopotàmia.
El catasterisme del Triangle, en la mitologia grega, i en paraules d'Eratòstenes, es troba col·locat damunt del cap del Corder. Es diu que com aquest brilla poc, es troba sobre ell, ben visible, una lletra presa del nom de Zeus, la primera lletra (delta), situada allà per Hermes, a qui va competir fixar l'ordre dels astres. Alguns afirmen també que la figura d'Egipte deriva del triangle que es troba entre les estrelles; i diuen que el Nil va traçar d'aquesta manera la silueta del país, garantint-li alhora l'estabilitat en col·laborar a facilitar la sembra i permetre la recol·lecció dels fruits en el moment oportú de les estacions. Altres diuen que pren la forma d'Etiòpia i Egipte, on el Nil marca les seves fronteres. Altres més creuen que Sicília està representada allà. I també n'hi ha que diuen que tres angles van ser posats allà perquè els déus van dividir l'univers en tres parts.
Els antics grecs anomenaven el Triangulum Deltoton (Δελτωτόν), ja que la constel·lació s'assemblava a una lletra grega delta majúscula (Δ). Va ser transliterada pels escriptors romans, i més tard llatinitzat com a Deltotum. Higí ho va associar amb l'illa triangular de Sicília, antigament coneguda com a Trinacria a causa de la seva forma. També es deia Sicília, perquè els romans creien que Ceres, deessa patrona de Sicília, va pregar a Júpiter que col·loqués l'illa al cel. Astrònoms grecs com Hiparcos i Ptolemeu la van anomenar Trigonon (Τρίγωνον), i més tard, es va romanitzar com a Trigonum. El Triangle figurava ja dins la llista de 48 constel·lacions de Claudi Ptolemeu a l'Almagest, i era una de les rares constel·lacions antigues (amb Balança que no provenia d'un mite i que era descrit amb una figura geomètrica. Altres noms que fan referència a la seva forma són Tricuspis i Triquetrum. Alfa i Beta Trianguli es deien Al Mīzān, que en àrab significa "El raig de la balança". A l'astronomia xinesa, Gamma Andromedae i les estrelles veïnes, incloses Beta, Gamma i Delta Trianguli, van rebre el nom de Teen Ta Tseang Keun (天大将军, "El gran general del Cel"), que representa l'honor en astrologia i un gran general en mitologia.
Més tard, el cartògraf celeste alemany del segle xvii Johann Bayer va anomenar a la constel·lació Triplicitas i Orbis terrarum tripertitus, per les tres regions Europa, Àsia i Àfrica. Triangulus Septentrionalis va ser un nom utilitzat per distingir-la de Triangulum Australe, el Triangle Austral. L'astrònom polonès Johannes Hevelius va eliminar tres estrelles febles —ι, 10 i 12 Trianguli— per formar la nova constel·lació de Triangulum Minus en el seu Firmamentum Sobiescianum de 1690, reanomenant l'original com a Triangulum Majus. La constel·lació més petita no va ser reconeguda per la Unió Astronòmica Internacional (IAU) quan les constel·lacions van ser establertes als anys 20.
Tot i ser una constel·lació menor, el grup d'estrelles que forma Triangulum ja era conegut a l'antiguitat i, a causa de la seva semblança amb la lletra grega Δ va prendre de vegades el nom de Delta o Deltotum. Per la seva forma també s'ha associat al delta del riu Nil i s'ha relacionat amb l'illa de Sicília.

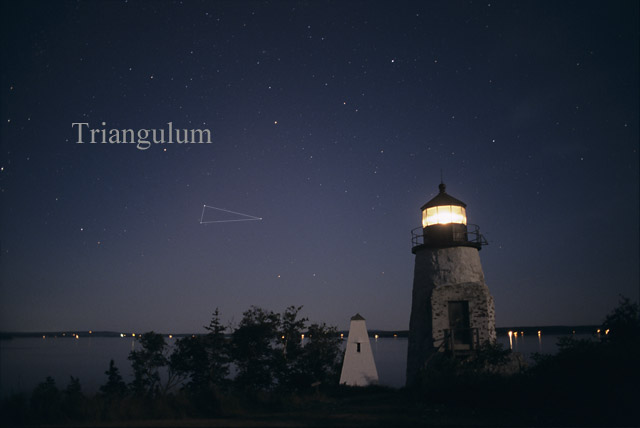